# Celestyal Discovery

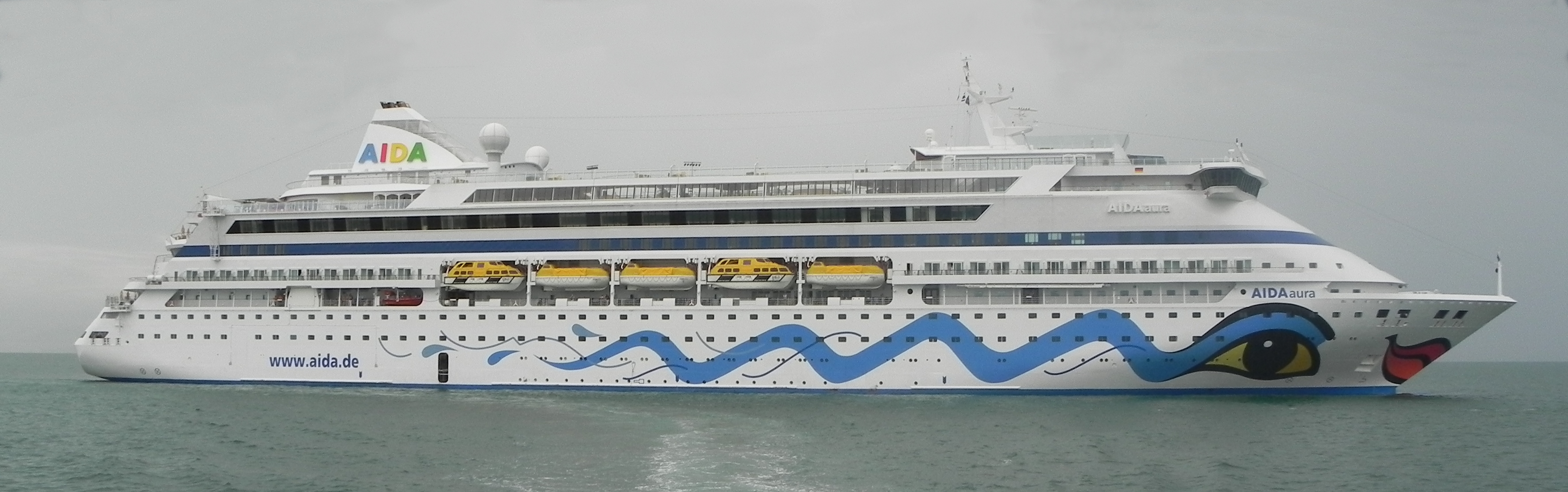
AIDAaura auf Reede vor Ko Samui (Thailand)

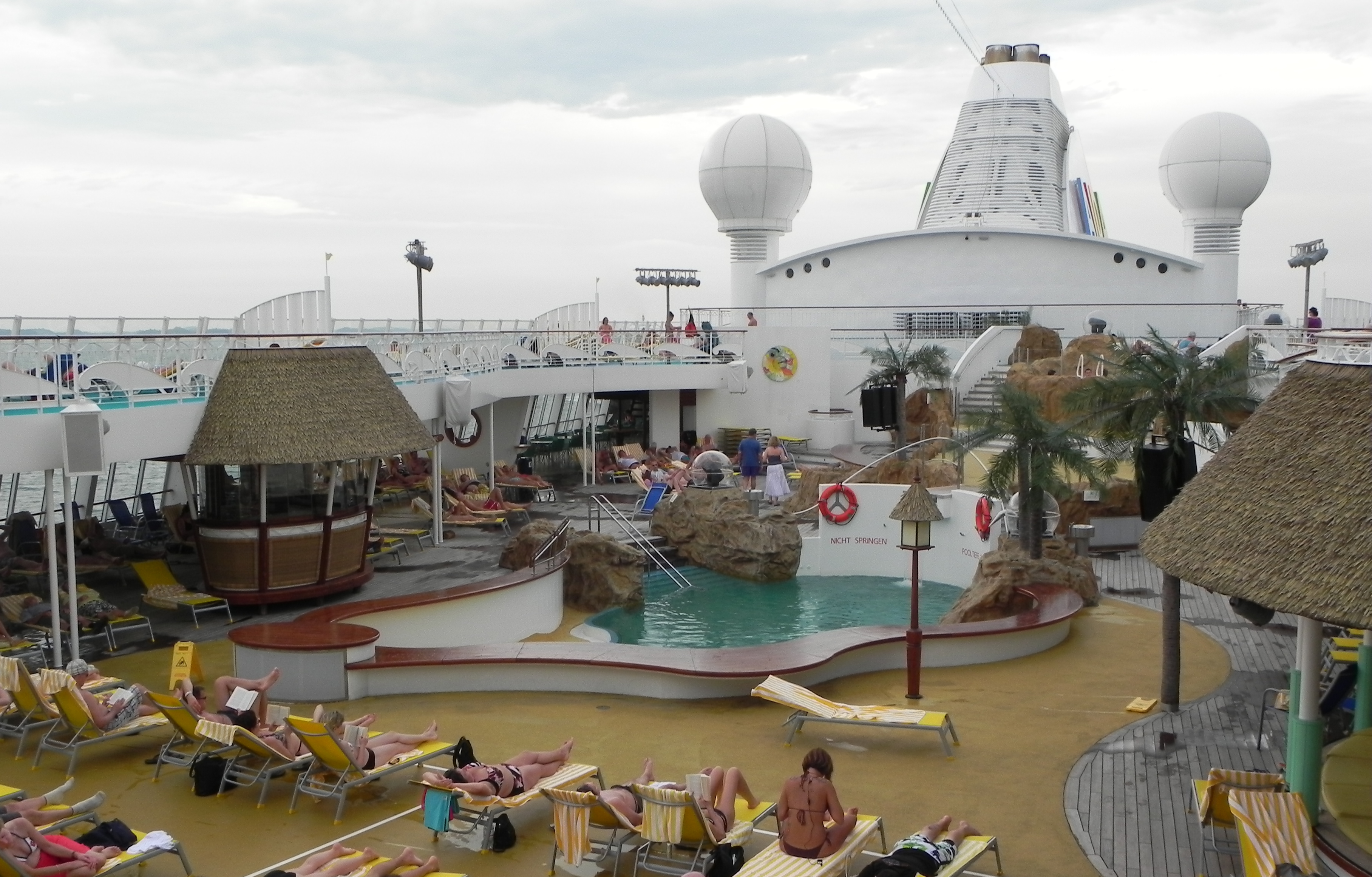
Deck 10 (Sonnendeck)

Die Celestyal Discovery ist ein Kreuzfahrtschiff der zypriotischen Reederei Celestyal Cruises, das bis 2023 für Fahrten unter der speziell auf den deutschen Markt ausgerichteten Konzernmarke AIDA Cruises der Carnival Corporation eingesetzt wurde. Betrieben wurde sie unter italienischer Flagge durch Costa Crociere in Genua. Das Schiff beendete seine letzte Reise für AIDA Cruises am 21. September 2023 in Bremerhaven.

## Geschichte

### Bau und Indienststellung
Das Schiff wurde im Jahr 2003 als drittes „Clubschiff“ der AIDA-Flotte in Dienst gestellt. Sie entstand unter Baunummer 004 auf der deutschen Aker MTW Werft GmbH. Die Bestellung wurde am 29. September 1999 aufgegeben. Die Übergabe an die britische P&O Princess Cruises, zu der die Marke AIDA gehörte, erfolgte am 4. April 2003. Die Taufe erfolgte am 12. April 2003. Taufpatin des Schiffes war das Model Heidi Klum. Baugleiches Schwesterschiff ist die ein Jahr zuvor in Dienst gestellte AIDAvita.

### Antriebsprobleme (2007)
Im Dezember 2007 kam es nach einem zweiwöchigen Werftaufenthalt zu Antriebsproblemen während der Überführung aus der Werft in Genua nach Palma. Von dort aus sollte die AIDAaura eine Transatlantik-Reise in die Karibik antreten. Über die genaue Art des Schadens, vermutlich ein Antriebswellenschaden, wurde von AIDA Cruises keine Auskunft gegeben. Die Reise musste abgesagt werden und das Schiff zur Behebung des Schadens in die Werft nach Genua zurückkehren.

### Verkauf an Celestyal Cruises
Im Januar 2023 gab AIDA Cruises die Ausmusterung des Schiffes im September 2023 bekannt. Das Schiff sollte ab dem 1. November 2023 als Lara für Life at Sea Cruises, eine Marke der türkischen Reederei Miray Cruises, eingesetzt werden und eine dreijährige Weltreise antreten. Zuvor war spekuliert worden, ob es sich bei dem genutzten Schiff auch um die ebenfalls außer Dienst gestellte AIDAvita handeln könnte. Die Übergabe in Bremerhaven und Überführung in eine Rotterdamer Werft war bis Ende Oktober jedoch immer noch nicht erfolgt, sodass selbst der verschobene Starttermin am 11. November 2023 fraglich erschien.
Im November 2023 wurde schließlich der Verkauf des Schiffes an Celestyal Cruises bekannt. Das Schiff erhielt den Namen Celestyal Discovery. Nachdem das Schiff im Winter 2023/2024 umgebaut worden war, begann es im März 2024 seine Jungfernfahrt und ersetzt damit die Celestyal Olympia.

## Technische Daten
Der Antrieb des Schiffes erfolgt dieselelektrisch. Die vier Hauptmotoren von Wärtsilä verfügen über unterschiedliche Leistungen. Zwei Motoren (Typ: 12V38B) haben eine Leistung von je 8.700 kW, zwei weitere Motoren (Typ: 8L38B bzw. 6L38B) haben eine Leistung von 5.800 kW bzw. 4.350 kW.
Bei den Fahrmotoren handelt es sich um zwei Elektromotoren des Herstellers ABB Oy Motors and Generators (Typ: AMZ 1600 YX 14) mit einer Leistung von je 9.400 kW. Die Fahrmotoren wirken auf zwei Festpropeller.
Das Schiff verfügt über 12 Decks. Die Seitenhöhe bis zum Hauptdeck beträgt 17,1 Meter, die Höhe über der Wasserlinie 45,2 Meter.
Das Schiff verfügt über mehrere KaMeWa-Querstrahlsteueranlagen, zwei mit einer Leistung von jeweils 1.200 kW im Bug und zwei mit einer Leistung von jeweils 700 kW im Heck.

## Historische Ausstattung des Schiffes unter AIDA Cruises
Die Bordeinrichtung der Celestyal Discovery hat sich inzwischen verändert, da Celestyal Cruises seit der Übernahme von AIDA Cruises einige Umbaumaßnahmen durchführte. Im Folgenden wird die ehemalige Bordeinrichtung beschrieben, wie sie war, als das Schiff noch als AIDAaura für AIDA Cruises im Einsatz war.
An Bord befinden sich 633 Passagierkabinen, 62 davon mit Balkon. Für die Passagiere stehen u. a. drei Restaurants und fünf Bars zur Verfügung. Die Wellness- und Spa-Einrichtungen verfügen über eine Gesamtfläche von 1.100 m², die Sonnendecks über 3.450 m².
Im April 2013 wurde das Schiff in einer Werft in Triest leicht modernisiert. Es wurden Böden ersetzt, Sportgeräte erneuert sowie auf Deck 10 eine Aufenthaltsecke für Teenager und auf Deck 8 eine kleine Kunstgalerie eingerichtet.
- Deck 3
Auf Deck 3 befindet sich die Tenderpforte (Ausstieg zur Pier oder Einstieg in die Tenderboote). Wie auf den Schwesterschiffen befindet sich dort auch das Hospital sowie die Lager für Fahrrad- und Tauchausrüstung. Zudem befinden sich auf Deck 3 sechs Passagierkabinen und Bereiche für die Besatzungen.
- Deck 4
Auf Deck 4 befinden sich Innen- und Außenkabinen. Auf diesem Deck befindet sich im Achterbereich (Heck) die Mooringstation, die nur für das Personal zugänglich ist.
- Deck 5
Auf Deck 5 befinden sich weitere Innen- und Außenkabinen. Im Achterschiff findet man die für Passagiere nicht zugängliche Disco für Besatzungsmitglieder.
- Deck 6
Auf Deck 6 befinden sich weitere Kabinen unterschiedlicher Kategorien. Auf diesem Deck gibt es keine Balkonkabinen wegen eines Außenbereichs mit Reling. Über diesem sind die Tender- bzw. Rettungsboote untergebracht. Auf Deck 6 befindet sich mittig des Schiffes die Rezeption mit Reise-Service und der Internet-Corner. Am Achtern ist der Kids Club mit eigenem Kinderpool zu finden.
- Deck 7
Auf Deck 7 sind als Außenkabinen Balkonkabinen angebracht, es gibt auch Meerblickkabinen, von denen die Sicht durch die Rettungsboote teilweise verdeckt ist. Im Bugbereich befinden sich zwei Suiten mit Balkon. Im Heckbereich des Schiffes ist die Ocean Bar.
- Deck 8
Ab Deck 8 gibt es keine Kabinen mehr. Im Bugbereich befindet sich das Theater. Beim Theatereingang befindet sich der Fotoshop, ein Seminarraum und das TV-Studio, in dem der bordeigene Sender produziert wird. Im mittleren Teil des Schiffes befindet sich die sternförmige AIDA Bar, das bediente Restaurant und der AIDA-Shop. Im Heckbereich ist ein Buffet-Restaurant untergebracht.
- Deck 9
Auf Deck 9 befindet sich im Bug die zweite Etage des Theaters. Im mittleren Teil des Decks findet der Gast Fitnesseinrichtungen, den Beautysalon, und den Golfsimulator. Im Heckbereich befindet sich das zweite Buffet-Restaurant und die Nightfly Bar.
- Deck 10
Ab Deck 10 beginnt der Außenbereich der AIDAaura. Dort befindet sich das Volleyballfeld und ein Basketballkorb sowie der Poolbereich mit zwei Whirlpools und Bühne. Am Achterschiff befindet sich die Hemingway Lounge und gleich daneben die Disco Anytime Bar. Auf Deck besteht auch die Möglichkeit Shuffleboard zu spielen. Im Bug von Deck 10 ist die Kommandobrücke, die für Passagiere nicht zugänglich ist.
- Deck 11
Das Deck 11 umrandet den Poolbereich und bietet weitere Liegeplätze für die Gäste. Im vorderen Bereich befindet sich der Wellness-Bereich. Im Heckbereich ist der Joggingparcour rund um den Schornstein der AIDAaura angebracht.
- Deck 12
Während des Tages befindet sich auf Deck 12 der FKK-Bereich.